# Тюрьморезов, Александр Павлович
Алекса́ндр Па́влович Тюрьморе́зов (28 августа 1881, хутор Ведерников Константиновской станицы — 12 мая 1930, Ростов-на-Дону) — русский ботаник, врач, педагог, виноградарь, первый главный редактор газеты «Казак».

## Биография
Родился 28 августа 1881 года на хуторе Ведерников Константиновской станицы в семье казака Павла Петровича Тюрьморезова. Мать — Анастасия Андреевна (из других источников — Анастасия Никитична). Дед, Пётр Спиридонович Тюрморезов, и прадед, Спиридон Семенович Тюрморезов, имели чины урядников.
Рано остался сиротой. В 18 лет самостоятельно пошёл в Ростов учиться, окончил 5 классов Донской Новочеркасской гимназии, в 1904 году прошёл испытания в Тифлисском педагогическом совете и получил свидетельство о присвоении ему звания учителя уездных училищ с правом преподавания математики. С 1904 по 1913 год был учителем в 1-м Донском высшем начальном училище в станице Константиновской. В 1910 году выпустил книгу «Виноградные болезни на Дону и о том, как их узнавать, как лечить и предохранять виноградники от заболеваний».
В 1913 году получил чин титулярного советника (соответствовал чину подъесаула) и в августе поступил на медицинский факультет Юрьевских частных университетских курсов при Юрьевском Университете (в наст. время Тарту, Эстония), где проучился до 1917 года. В 1915 году в Юрьеве он выпустил книгу «Настольная справочная книга учащихся в высших учебных заведениях и путеводитель по г. Юрьеву». Также написал учебник по математике, «Вечный календарь» и «Лечение лекарственными травами».
В марте 1916 года был мобилизован в армию, где назначен секретарём (а в дальнейшем Управляющий канцелярией) Особого по городу Петрограду Присутствия и в Совет по призрению семей лиц, призванных на войну. Обязанности секретаря препятствовали прохождению ускоренного курса на получение диплома врача в Юрьеве, и он просил об отсрочке до весеннего семестра 1917 года, однако из-за революционных событий курса не окончил.
В 1918 году вернулся на Дон, где был мобилизован как врач в Донскую армию. В 1919 году стал первым редактором газеты «Казак», которая была возрождена в 1991 году и выходит в Константиновске.
При отступлении Донской армии к Новороссийску эвакуировал госпиталь, сам отступал с ним до Екатеринодара, но, заболев тифом, вернулся в Константиновскую, где жил на хуторе Ведерников.
17 сентября 1920 года был арестован во время работы в винограднике. 17 декабря 1920 года приговорён к расстрелу «за контрреволюцию и хранение бланков с печатями белых властей». По амнистии от 07.11.1920 расстрел был заменён на заключение в лагерь сроком на 5 лет.
После освобождения жил в Ростове-на-Дону, поступил в Донской Университет на медицинский факультет. В 1926 году женился на Марии Афанасьевне Бугаенко. В 1927 году у них родилась дочь Лидия, а в 1928 — сын Николай.
12 мая 1930 года умер от воспаления лёгких.
10 января 2013 года по заключению прокуратуры Ростовской области А. П. Тюрьморезов был реабилитирован, как необоснованно осуждённый по политическим мотивам.

Объективных доказательств, подтверждающих обвинение, либо опровергающих показания осужденного в деле не имеется. Кроме того, деяния, в которых обвинялся Тюрьморезов А. П., признаков какого-либо состава преступления не содержат.
Анализ материалов дела указывает, что фактически данное лицо подвергнуто уголовным репрессиям по политическим мотивам, а именно за пребывание в рядах Белой Армии.
— Из Заключения о реабилитации

## Книги
- «Виноградные болезни на Дону и о том, как их узнавать, как лечить и предохранять виноградники от заболеваний».
- «Настольная справочная книга учащихся в высших учебных заведениях и путеводитель по г. Юрьеву» Архивная копия от 10 октября 2020 на Wayback Machine.
- «Учебник по математике».
- «Вечный календарь».
- «Лечение лекарственными травами».